# Głaz Energetyków w Poznaniu
Głaz Energetyków – głaz pamiątkowy zlokalizowany w Poznaniu na terenie Ostrowa Tumskiego, przy ul. Panny Marii 2, przed budynkiem administracyjnym Elektrociepłowni Garbary.
Pomnik ma formę głazu narzutowego, na którym umieszczono dwie metalowe tablice pamiątkowe:
- Ku chwale Boga i utrwalaniu dziedzictwa, któremu na imię Polska. Na progu trzeciego tysiąclecia chrześcijaństwa, w jubileuszowym 2000 roku – Energetycy. Święty Maksymilianie oręduj za nami (na tablicy tej znajduje się podobizna świętego na tle drutów kolczastych obozu koncentracyjnego),
- Pracownikom Energetyki Poznańskiej, ofiarom II wojny światowej, ku czci i w dowód pamięci. Poznań, wrzesień 1979.

Odsłonięcie pomnika nastąpiło 15 września 1979. Autorem tablicy pamiątkowej z 2000 roku mógł być Józef Petruk.